# Науково-технічний центр «Дельта»
Науково-технічний центр «Дельта» — грузинське науково-виробниче об'єднання.

## Історія
Історія «Дельти» бере початок з 60-х років XX століття. У нинішньому вигляді науково-технічний центр існує з 2010 року. Він об'єднав шість науково-дослідних інститутів і Тбіліський авіазавод, і знаходиться під контролем міністерства оборони Грузії.

## Діяльність
«Дельта» виробляє БМП «Лазіка», серію броньованих машин «Дідгорі», безпілотні багатофункціональні гелікоптери, пістолети, снайперські гвинтівки, поліцейські й військові спорядження. Військово-науковий центр займається також розробкою мінометів і гранатометів, які успішно реалізує за кордоном.

### Контракт на Дідгорі Медевак
2 лютого 2016 року «Дельта» заявила, що виграла контракт на постачання в Саудівську Аравію «понад 100» броньованих автомобілів медичної евакуації (Didgori Medevac). Контракт оцінюється «до 100 млн ларі» (близько 45 млн доларів США). "Перша партія з 12 автомобілів була відправлена до Саудівської Аравії 30 січня.
Згідно з інформацією «Дельти» серед інших учасників тендеру, оголошеного Міністерством оборони Саудівської Аравії у 2014 році, були Oshkosh Defense; Lenco Armored Vehicles; STREIT Group, і International Armored Group (IAG). На заключному етапі конкурсу грузинська машина «вибила» Lenco BearCat. Договір з Саудівською Аравією був підписаний в грудні 2015 року. Головний виконавчий директор компанії «Дельта» Уча Дзодзуашвілі повідомив, що контракт є першим такого роду, і це «величезний успіх» для грузинської оборонної промисловості. За його словами «Дельта» веде «попередні переговори» за двома іншими окремими договорами загальною вартістю 290 млн ларі.

### Контракт на бойові модулі
За інформацією контракт на постачання військової техніки вартістю в $ 32 млн між Саудівською Аравією і грузинською компанією «Дельта» був укладений в березні 2016 року, і на його підставі грузинська сторона вже в червні повинна поставити Саудівської Аравії першу партію бойових модулів.
Продані Саудівській Аравії модулі аналогічні тим, що були встановлені на бойовій машині піхоти Лазіка (БМП), виготовленої «Дельтою» у 2012 році.

## Продукція
- Didgori-1 — бронетранспортер, екіпаж 8 + 1, V-подібний
- Didgori-2 — бронетранспортер, бойова розвідувальна машина
- Didgori-3 — бронетранспортер, екіпаж 9 + 3,
- Didgori Meomari  — бронетранспортер, екіпаж 2 + 3,
- Дідгорі Медевак — броньована медична машина (БММ)
- Лазіка (БМП) — бойова машина піхоти
- ZCRS-122 — реактивна система залпового вогню
- БРДМ-2 — модернізовані БРДМ-2
- G5 — грузинська автоматична гвинтівка (конструкція AR-15)
- GMM-120 — автомобільний міномет